# San Rafael (Veracruz)
San Rafael es una localidad del estado mexicano de Veracruz. Es cabecera del municipio de San Rafael.

## Demografía
| Censo | Población |
| ----- | --------- |
| 2005  | 6465      |
| 2010  | 6515      |
| 2020  | 6838      |